# 中華民國陸軍步兵第三〇二旅
陸軍步兵第三〇二旅，為中華民國國軍駐守於台中市的陸軍部隊，配屬陸軍第十軍團指揮部。隊名「虎威部隊」。平時主要負責成功嶺基地新兵訓練，戰時負責地區守備任務。

## 歷史
前身原為湘軍，最初追隨國父革命，北伐時受賦為「國民革命軍第二軍」番號。
- 1929年，第二軍於湖北整編之「陸軍第18師」。
- 1949年，由廣東移駐金門，參加古寧頭戰役，獲頒榮譽文虎旗[4]。
- 1976年4月，實施「崑崙案」，改師番號為陸軍第15師，屬於第六軍團，負責蘭陽地區及龜山島地區防衛，師長為葛定波。
- 1976年8月16日，改為陸軍步兵第302師。
- 1986年，與陸軍第151師番號對調，擔任成功嶺基地新訓、大專集訓及尖苗地區守備任務。
- 1999年，因應「精實案」組織調整，改編為「陸軍步兵第102旅」。
- 2004年，因應「精進案」組織調整，移編後備司令部，並更銜為「後備第904旅」。
- 2013年，因應「精粹案」組織調整，移編至陸軍司令部，並更銜為「陸軍步兵第302旅」，隊名「虎威部隊」，駐地台中市成功嶺新兵訓練中心[3][5]。

## 編制

### 指揮管轄
- 旅長 一位 上校
- 副旅長 一位 上校
- 參謀主任 一位 上校
- 政戰主任 一位 上校
- 監察官 一位 少校
- 保防官 一位 少校
- 心輔官 一位 上尉
- 士官督導長 一位 士官長

#### 直屬單位
- 旅部連
- 通信連

#### 下轄單位
- 步兵第一營（戰支連+步兵連×3+火力連）
- 步兵第二營（戰支連+步兵連×3+火力連）
- 步兵第三營（戰支連+步兵連×3+火力連）
- 步兵第四營（戰支連+步兵連×3+火力連）
- 步兵第五營（戰支連+步兵連×3+火力連）
- 砲兵營

## 隊徽含義
盾牌外型代表團結鞏固、精實戰力之意；虎頭象徵戰功彪炳，第302旅前身為18師，因參與古寧頭戰役戰績輝煌，榮授虎旗，故以「虎威」為隊名；嘉禾代表陸軍對北伐、抗戰、戡亂所建立之豐功偉績，亦具寓兵於農之意，兩禾各7穗，象徵發揚七七事變抗戰精神；紅、黃、藍3色代表該旅具犧牲、團結、負責之精神。